# صفاء الذنيب (العدين)

تعديل مصدري - تعديل

صفاء الذنيب محلة تابعة لقرية وادي شبز، التابعة لعزلة السارة بمديرية العدين إحدى مديريات محافظة إب في الجمهورية اليمنية، بلغ تعداد سكانها 48 حسب تعداد اليمن لعام 2004.